# Métrolinie 17 (Paris)
| Karte |                      |                                       |                                       |
| Streckenlänge: | 25 km                |                                       |                                       |
| Spurweite: | 1435 mm (Normalspur) |                                       |                                       |
| |                      |                                       |                                       |
| Stationen: | 9                    |                                       |                                       |
| \| \| \| Le Mesnil – Amelot \| \| \| \| Aéroport Charles-de-Gaulle Terminal 4 \| \| \| \| Aéroport Charles-de-Gaulle Terminal 2 \| \| \| \| Parc des Expositions \| \| \| \| Gonesse \| \| \| \| Le Bourget Aéroport \| \| \| \| von Linie 16 \| \| \| \| Le Bourget \| \| \| \| La Courneuve – Six Routes \| \| \| \| Saint-Denis Pleyel \| |                      |                                       |                                       |
| U-Bahn-Kopfbahnhof Streckenanfang (Strecke außer Betrieb) (im Tunnel) |                      | Le Mesnil – Amelot                    | Le Mesnil – Amelot                    |
| U-Bahn-Bahnhof (Strecke außer Betrieb) (im Tunnel) |                      | Aéroport Charles-de-Gaulle Terminal 4 | Aéroport Charles-de-Gaulle Terminal 4 |
| U-Bahn-Bahnhof (Strecke außer Betrieb) (im Tunnel) |                      | Aéroport Charles-de-Gaulle Terminal 2 | Aéroport Charles-de-Gaulle Terminal 2 |
| U-Bahn-Bahnhof (Strecke außer Betrieb) (im Tunnel) |                      | Parc des Expositions                  | Parc des Expositions                  |
| U-Bahn-Bahnhof (Strecke außer Betrieb) (im Tunnel) |                      | Gonesse                               | Gonesse                               |
| U-Bahn-Bahnhof (Strecke außer Betrieb) (im Tunnel) |                      | Le Bourget Aéroport                   | Le Bourget Aéroport                   |
| U-Bahn-Abzweig geradeaus und von links (Strecke außer Betrieb) (im Tunnel) |                      | von Linie 16                          | von Linie 16                          |
| U-Bahn-Bahnhof (Strecke außer Betrieb) (im Tunnel) |                      | Le Bourget                            | Le Bourget                            |
| U-Bahn-Bahnhof (Strecke außer Betrieb) (im Tunnel) |                      | La Courneuve – Six Routes             | La Courneuve – Six Routes             |
| U-Bahn-Kopfbahnhof Streckenende (Strecke außer Betrieb) (im Tunnel) |                      | Saint-Denis Pleyel                    | Saint-Denis Pleyel                    |

Die Linie 17 der Métro Paris ist eine von vier neuen Linien des Grand Paris Express, eines großen Erweiterungsprojektes der Pariser Métro. Die Eröffnung ist in Etappen von 2026 bis 2030 geplant. Einige Abschnitte werden oberirdisch sein, unter anderem der Bahnhof Parc des Expositions.
Die Eröffnung der Linie ist in drei Schritten geplant:
- Im Jahr 2026, von Saint-Denis Pleyel nach Le Bourget - Aéroport ,
- Im Jahr 2028, von Le Bourget - Aéroport zum Parc des Expositions,
- Im Jahr 2030 vom Parc des Expositions nach Le Mesnil - Amelot.

Die erste Eröffnungsphase war ursprünglich für 2024 geplant, zeitgleich mit den Olympischen Sommerspielen 2024. Aufgrund von Verzögerungen (teilweise aufgrund der COVID-19-Pandemie) ist die Eröffnung nun für 2026 geplant. Es ist geplant, die Station Le Bourget – Aéroport gemeinsam mit der Linie 16 zu eröffnen.
Im Mai 2023 wurde bekannt gegeben, dass der Zugverkehr von Keolis durchgeführt werden soll, während RATP für die Infrastruktur zuständig ist.